# Anarquismo judío
El anarquismo judío es un término genérico que incluye diferentes manifestaciones de anarquismo dentro de la comunidad judía.

## Anarquismo judío secular
Entre otros registros del anarquismo con base judía está la creación de algunos de los primeros sindicatos norteamericanos en el siglo XIX por parte de obreros anarquistas judeo-polacos emigrados, aparte de ser pioneros del sindicalismo en EE. UU. existe la curiosidad que estaban enfrentados a patrones de origen judío-norteamericano que los habían contratado y además explotaban.
Aunque la mayoría de los anarquistas judíos no son religiosos y a veces, incluso vehementes antirreligiosos, otros como el rabino ortodoxo británico Yankev-Meyer Zalkind aseguran que la ética del Talmud, si se comprende en forma apropiada, está estrechamente relacionada con el anarquismo. El mismo acontece en el islam si tenemos en cuenta las ideas de Abdennur Prado. La mayoría de los anarquistas judíos exaltan el carácter internacional del movimiento pero muchos de ellos también enaltecen su propia cultura, enfocándose en temas judíos.
Durante la Navidad de 1902 tuvo lugar una conferencia de anarquistas judíos en Londres en cuya agenda además de enlazar a todos los grupos anarquistas judíos en una Federación Anarquista Judía estuvo la reapertura del periódico Arbeiter Fraynd. En 1903 la Arbeiter Fraynd se volvió a publicar bajo la administración del grupo del Arbeiter Fraynd y bajo la guía editorial de Rudolf Rocker como órgano de la federación de grupos de anarquistas de hablantes de yídish en Gran Bretaña y París.